# إيليفن
إيليفن هي شخصية خيالية وأحد الشخصيات الرئيسية في مسلسل أشياء غريبة من تأليف مات وروس دفر. قامت الممثلة البريطانية ميلي بوبي براون بتأدية الشخصية. تتمتع إيليفن بقدرات تخاطر وتحريك عقلي.